# Roseman Robinot
Roseman Robinot, née à Rivière-Salée en 1944, est une artiste plasticienne guyanaise.

## Biographie
Roseman Robinot naît à Rivière-Salée en 1944. Elle grandit dans l'atelier de modiste de sa mère Délice Robinot. En 1965, alors qu'elle travaille comme danseuse au ballet de la Martinique dirigé par Louis Boislaville et Ronnie Aul, elle visite New York et découvre La Repasseuse (en) de Pablo Picasso. De retour en Martinique, marquée par ce tableau, elle se met à la peinture. En 1968, elle déménage en Île-de-France pour devenir professeure de sport. Elle expose notamment en 1971 au 8e Salon des peintres et sculpteurs des Antilles et de la Guyane.
En 1978, Robinot emménage en Guyane. La même année, Jeanne-Michèle Hugues l'introduit à l'académie de dessin Julian. Lors de la 23e biennale de São Paulo, Robinot représente la Guyane, et elle accompagne quatre tableaux de poèmes de Serge Patient. Elle représente aussi la Guyane à des expositions internationales en Égypte, en République dominicaine et à Cuba. À l'université de Guyane, Robinot fait un master de recherche en sciences humaines, avec un mémoire sur la fête du Saint-Esprit à Régina. Elle fait plusieurs expositions à la galerie l'Encadrier à Cayenne,.
Roseman Robinot est présidente de l'association d'art FEPALOWEY, qui organise la biennale du marronage de Matoury. Elle tient des expositions dans son atelier-galerie à Remire-Montjoly, et elle travaille à transmettre le goût de l'art, par exemple en rencontrant des classes de lycée.

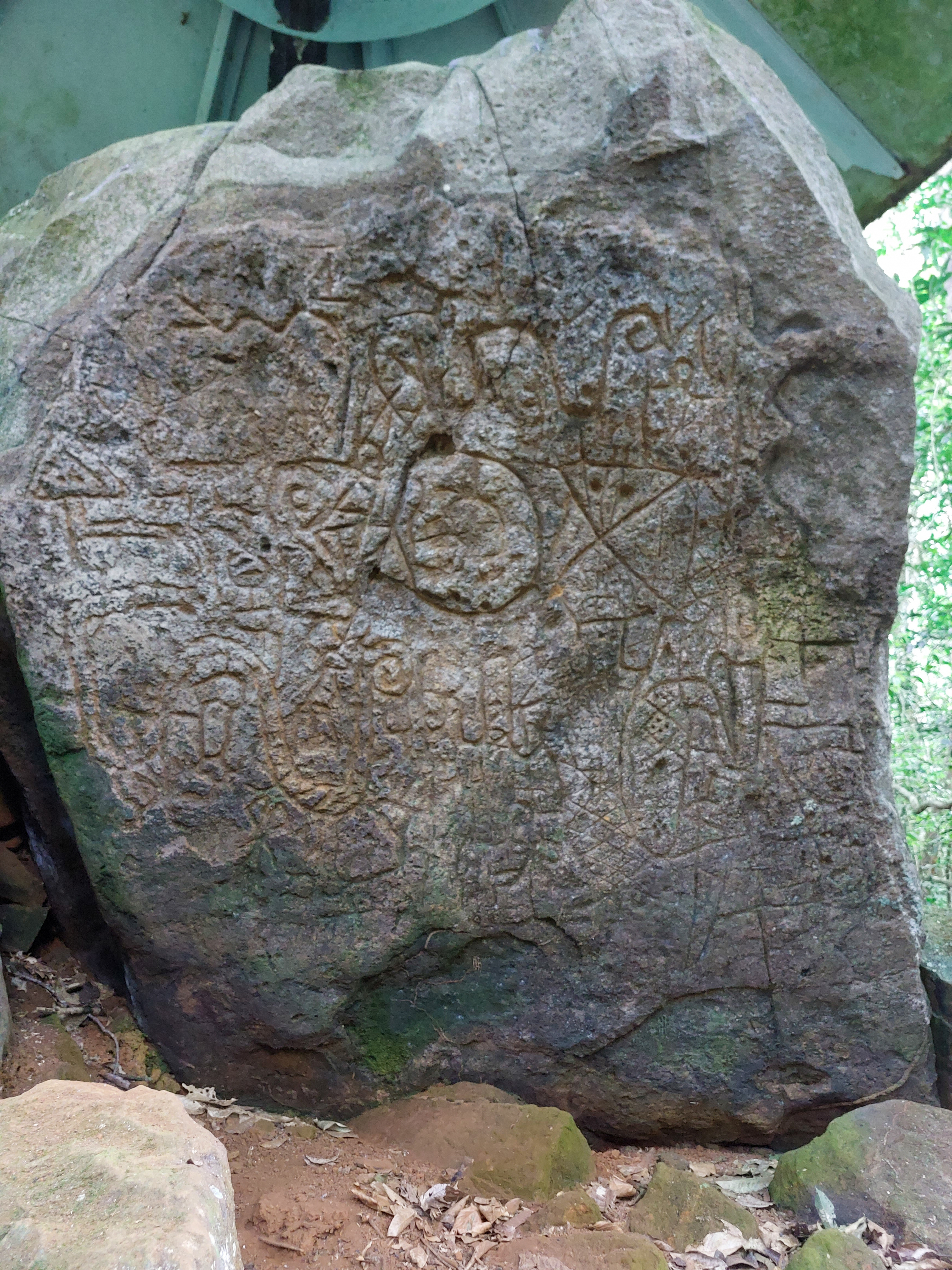
Les pétroglyphes amérindiens de la Montagne Favard.

Certaines de ses peintures s'inspirent de l'art autochtone amazonien, par exemple des pétroglyphes de Mahury. Le thème des traces de l'histoire coloniale est présent dans son œuvre, et Paul-Aimé William qualifie son style de néo-indigéniste. Elle déclare: « Nous devons nous souvenir que notre espace, notre paysage, porte bien avant 1492, les traces de populations immigrées. Les Amérindiens se sont déplacés avec leurs coutumes, leurs rituels, leur sagesse, leur mode social, nourris dans l'idée du visible et du non visible. »